# Montégut-Arros
Pour les articles homonymes, voir Montégut et Arros (homonymie).
Montégut-Arros (Montegut Arròs en gascon) est une commune française située dans le département du Gers, en région Occitanie. Sur le plan historique et culturel, la commune est dans le pays d'Astarac, un territoire du sud gersois très vallonné, au sol argileux, qui longe le plateau de Lannemezan.
Exposée à un climat océanique altéré, elle est drainée par l'Arros, le Lurus, le Lanénos et par divers autres petits cours d'eau. La commune possède un patrimoine naturel remarquable composé de trois zones naturelles d'intérêt écologique, faunistique et floristique.
Montégut-Arros est une commune rurale qui compte 279 habitants en 2022, après avoir connu un pic de population de 792 habitants en 1841.  Ses habitants sont appelés les Montégutois ou  Montégutoises.

## Géographie

### Localisation
La commune est limitrophe du département des Hautes-Pyrénées.

### Communes limitrophes
Les communes limitrophes sont  Estampes, Estampures, Fréchède, Laguian-Mazous, Mingot, Moumoulous, Rabastens-de-Bigorre, Saint-Sever-de-Rustan, Sénac et Villecomtal-sur-Arros.
| Rabastens-de-Bigorre (Hautes-Pyrénées) | Villecomtal-sur-Arros                   | Laguian-Mazous                                           |
| Mingot (Hautes-Pyrénées)               | Montégut-Arros                          | Estampes                                                 |
| Sénac (Hautes-Pyrénées)                | Saint-Sever-de-Rustan (Hautes-Pyrénées) | Fréchède (Hautes-Pyrénées), Moumoulous (Hautes-Pyrénées) |

### Géologie et relief
Montégut-Arros se situe en zone de sismicité 3 (sismicité modérée). L'altitude varie de 170m à 334m. Elle est d'une superficie de 1529 ha.

### Hydrographie

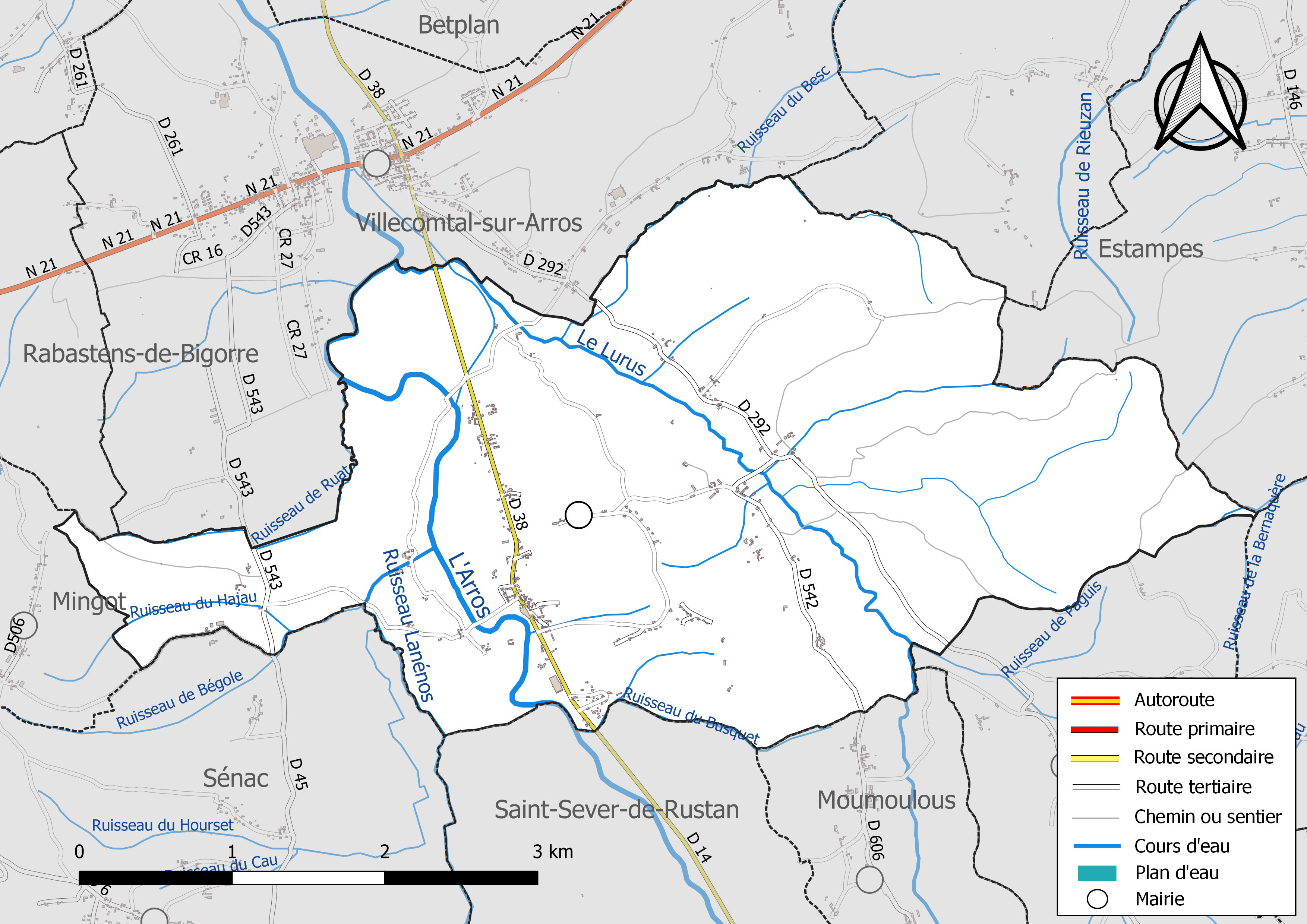
Réseaux hydrographique et routier de Montégut-Arros.

La commune est dans le bassin de l'Adour, au sein du bassin hydrographique Adour-Garonne. Elle est drainée par l'Arros, le Lurus, le Ruisseau Lanénos, le ruisseau de Bégolle, le ruisseau de la Caouèque, le ruisseau de Ruat, le ruisseau des Mourlanes, le ruisseau du Besc, le ruisseau du Busquet, le ruisseau du Hajau, le ruisseau du Hourset et par divers petits cours d'eau, qui constituent un réseau hydrographique de 23 km de longueur totale,.
L'Arros, d'une longueur totale de 130,8 km, prend sa source dans la commune d'Esparros et s'écoule vers le nord. Il traverse la commune et se jette dans l'Adour à Izotges, après avoir traversé 54 communes.
Le Lurus, d'une longueur totale de 11,7 km, prend sa source dans la commune de Trouley-Labarthe et s'écoule vers le nord-ouest. Il traverse la commune et se jette dans l'Arros à Montégut, après avoir traversé 8 communes.
Le Lanénos, d'une longueur totale de 11,2 km, prend sa source dans la commune de Bouilh-Péreuilh et s'écoule vers le nord. Il traverse la commune et se jette dans l'Arros à Montégut, après avoir traversé 9 communes.

### Climat
Pour des articles plus généraux, voir Climat de l'Occitanie et Climat du Gers.
En 2010, le climat de la commune est de type climat des marges montargnardes, selon une étude s'appuyant sur une série de données couvrant la période 1971-2000. En 2020, Météo-France publie une typologie des climats de la France métropolitaine dans laquelle la commune est exposée à un climat océanique altéré et est dans la région climatique Aquitaine, Gascogne, caractérisée par une pluviométrie abondante au printemps, modérée en automne, un faible ensoleillement au printemps, un été chaud (19,5 °C), des vents faibles, des brouillards fréquents en automne et en hiver et des orages fréquents en été (15 à 20 jours).
Pour la période 1971-2000, la température annuelle moyenne est de 13 °C, avec une amplitude thermique annuelle de 14,8 °C. Le cumul annuel moyen de précipitations est de 933 mm, avec 10,9 jours de précipitations en janvier et 6,9 jours en juillet. Pour la période 1991-2020, la température moyenne annuelle observée sur la station météorologique la plus proche, située sur la commune de Castelvieilh à 10 km à vol d'oiseau, est de 13,5 °C et le cumul annuel moyen de précipitations est de 956,0 mm,. Pour l'avenir, les paramètres climatiques de la commune estimés pour 2050 selon différents scénarios d'émission de gaz à effet de serre sont consultables sur un site dédié publié par Météo-France en novembre 2022.

### Milieux naturels et biodiversité

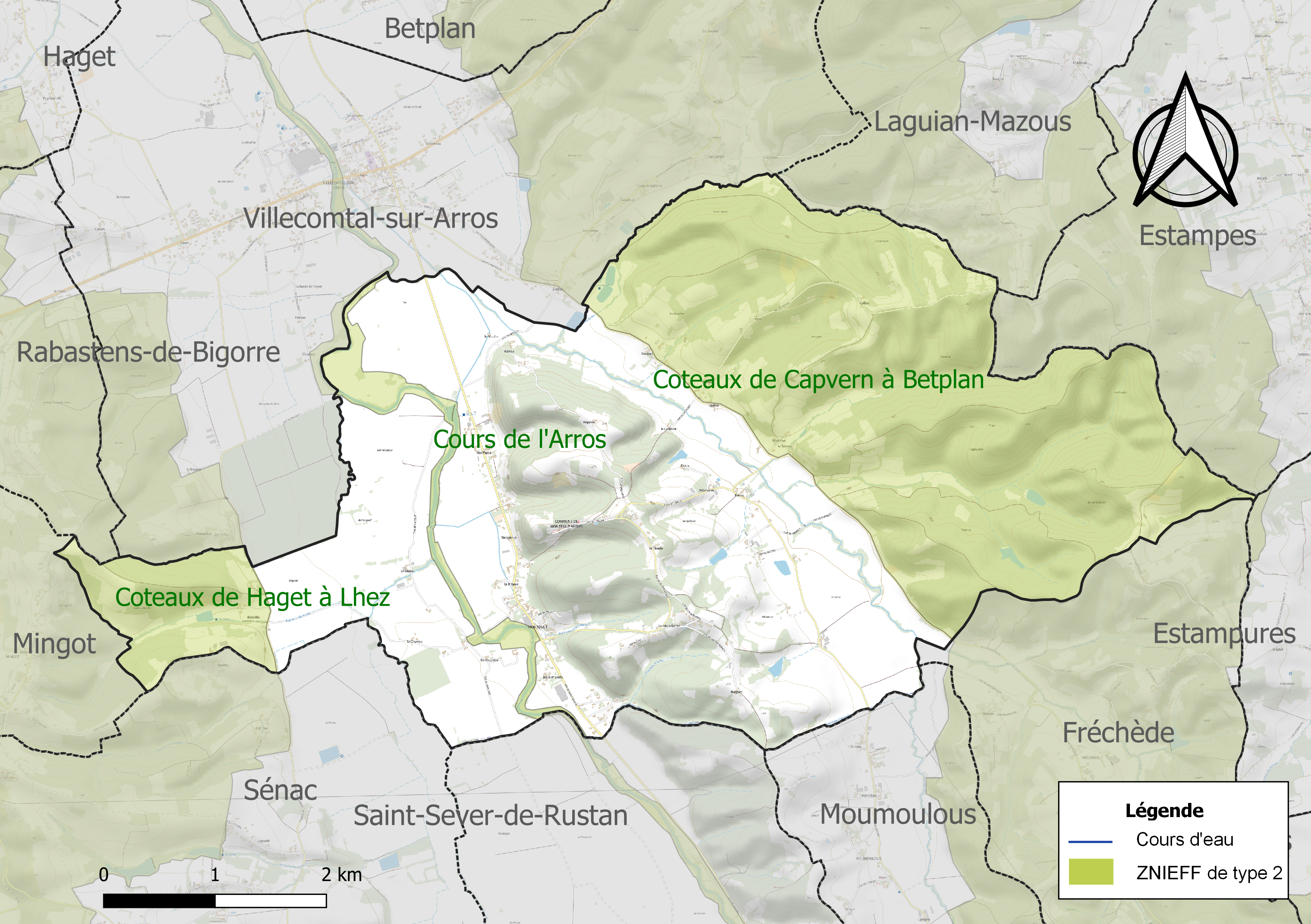
Carte des ZNIEFF de type 2 localisées sur la commune.

L’inventaire des zones naturelles d'intérêt écologique, faunistique et floristique (ZNIEFF) a pour objectif de réaliser une couverture des zones les plus intéressantes sur le plan écologique, essentiellement dans la perspective d’améliorer la connaissance du patrimoine naturel national et de fournir aux différents décideurs un outil d’aide à la prise en compte de l’environnement dans l’aménagement du territoire.
Trois ZNIEFF de type 2 sont recensées sur la commune :
- les « coteaux de Capvern à Betplan » (10 246 ha), couvrant 46 communes dont huit dans le Gers et 38 dans les Hautes-Pyrénées[15] ;
- les « coteaux de Haget à Lhez » (4 261 ha), couvrant 32 communes dont quatre dans le Gers et 28 dans les Hautes-Pyrénées[16] ;
- le « cours de l'Arros » (1 675 ha), couvrant 41 communes dont 20 dans le Gers et 21 dans les Hautes-Pyrénées[17].

## Urbanisme

### Typologie
Au 1er janvier 2024, Montégut-Arros est catégorisée commune rurale à habitat dispersé, selon la nouvelle grille communale de densité à sept niveaux définie par l'Insee en 2022.
Elle est située hors unité urbaine et hors attraction des villes,.

### Voies de communication
La gare SNCF la plus proche est celle de Tarbes (65) située à 25 km. Des bus du Conseil Régional Occitanie circulent sur la commune de Villecomtal-sur-Arros (3 km) pour assurer des liaisons quotidiennes entre Tarbes (chef-lieu Hautes Pyrénées) et Auch (chef-lieu du département situé à 50 km).

### Risques majeurs
Le territoire de la commune de Montégut-Arros est vulnérable à différents aléas naturels : météorologiques (tempête, orage, neige, grand froid, canicule ou sécheresse), inondations et séisme (sismicité modérée). Il est également exposé à un risque technologique, la rupture d'une digue. Un site publié par le BRGM permet d'évaluer simplement et rapidement les risques d'un bien localisé soit par son adresse soit par le numéro de sa parcelle.

#### Risques naturels
Certaines parties du territoire communal sont susceptibles d’être affectées par le risque d’inondation par débordement de cours d'eau, notamment l'Arros, le Lanénos et le Lurus. La cartographie des zones inondables en ex-Midi-Pyrénées réalisée dans le cadre du XIe Contrat de plan État-région, visant à informer les citoyens et les décideurs sur le risque d’inondation, est accessible sur le site de la DREAL Occitanie. La commune a été reconnue en état de catastrophe naturelle au titre des dommages causés par les inondations et coulées de boue survenues en 1999, 2009, 2011 et 2018,.

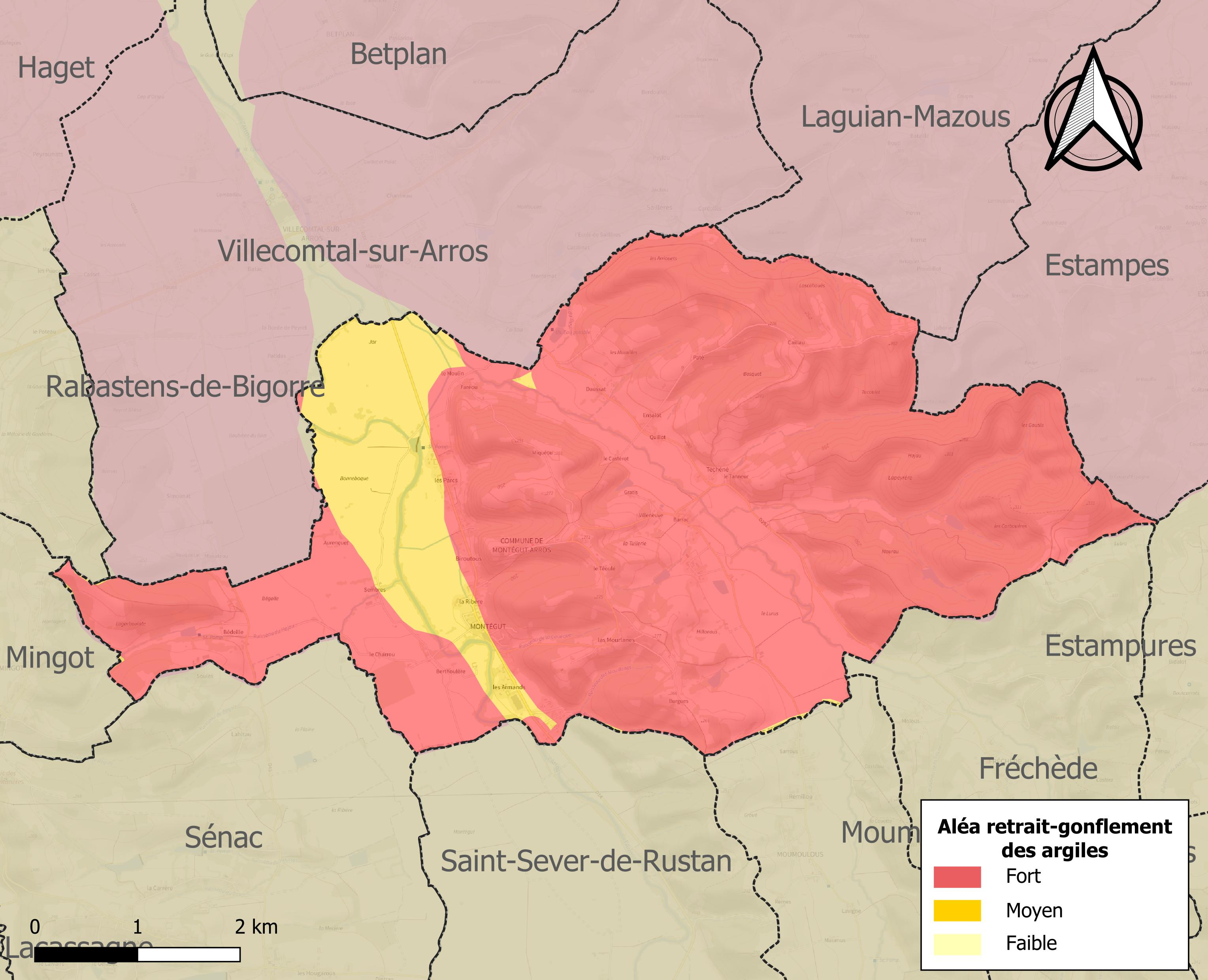
Carte des zones d'aléa retrait-gonflement des sols argileux de Montégut-Arros.

Le retrait-gonflement des sols argileux est susceptible d'engendrer des dommages importants aux bâtiments en cas d’alternance de périodes de sécheresse et de pluie. La totalité de la commune est en aléa moyen ou fort (94,5 % au niveau départemental et 48,5 % au niveau national). Sur les 160 bâtiments dénombrés sur la commune en 2019, 160 sont en aléa moyen ou fort, soit 100 %, à comparer aux 93 % au niveau départemental et 54 % au niveau national. Une cartographie de l'exposition du territoire national au retrait gonflement des sols argileux est disponible sur le site du BRGM,.
Par ailleurs, afin de mieux appréhender le risque d’affaissement de terrain, l'inventaire national des cavités souterraines permet de localiser celles situées sur la commune.
Concernant les mouvements de terrains, la commune a été reconnue en état de catastrophe naturelle au titre des dommages causés par la sécheresse en 1989, 2002 et 2015 et par des mouvements de terrain en 1999.

#### Risques technologiques
Des digues sont présentes sur le territoire communal. En cas de destruction partielle ou totale de l'une d'entre elles soit par surverse, soit par effet de renard, soit par affouillement de sa base, soit par rupture d'ensemble progressive ou brutale, des dégâts importants peuvent être occasionnés aux habitations et personnes situées sur le parcours de l'onde de submersion. Le risque est en principe pris en compte dans les documents d'urbanisme. Il n'existe par contre pas de système d'alerte en cas de rupture de digue.

## Histoire
Avec sa colline, Montégut-Arros est un emplacement de choix pour surveiller les voies de communication entre le comté de Pardiac et le comté de Bigorre. La terre y est par ailleurs très fertile. Un castelnau y fut établi, vraisemblablement au XIIIe siècle, ce qui eut pour effet d'y attirer une population importante. On sait par une charte de 1357 que Montégut était une commune d'élevage et de culture (notamment viticulture), qu'il s'y tenait un marché près de l'église, laquelle se trouvait à l'époque en plaine. Une léproserie signalée en 1357 a existé à Montégut. Toujours à cette époque, le village était équipé des deux moulins à scie de la région.
Un manuscrit de l'abbaye de Saint-Sever-de-Rustan raconte que, au XVIe siècle, le seigneur du lieu, dont le château se trouvait en continuité de l'actuelle église, tua le vicaire de l'église de Montégut d'un coup d'arquebuse, car celui-ci se serait présenté à l'autel avant lui. Le seigneur a été condamné à la peine de mort, et, malgré les privilèges de sa naissance, est même pendu. Son château est rasé et l'État s'empare de la seigneurie.
Une tuilerie communale était existante en 1810 ; Elle semble être antérieure à 1755.

## Politique et administration
| Années de mandature | Identités des Maires |
| ------------------- | -------------------- |
| 1965-1973           | Pierre CAREAC        |
| 1973-1989           | Arlette CAREAC       |
| 1989-2008           | Christian CACHALOU   |
| 2008-2020           | Michelle COUSSE      |
| 2020 - En cours     | Francis MONSERRAT    |

## Population et société

### Démographie
L'évolution du nombre d'habitants est connue à travers les recensements de la population effectués dans la commune depuis 1793. Pour les communes de moins de 10 000 habitants, une enquête de recensement portant sur toute la population est réalisée tous les cinq ans, les populations de référence des années intermédiaires étant quant à elles estimées par interpolation ou extrapolation. Pour la commune, le premier recensement exhaustif entrant dans le cadre du nouveau dispositif a été réalisé en 2004.

En 2022, la commune comptait 279 habitants, en évolution de −6,06 % par rapport à 2016 (Gers : +1,04 %, France hors Mayotte : +2,11 %).
| 1793 | 1800 | 1806 | 1821 | 1831 | 1841 | 1846 | 1851 | 1856 |
| ---- | ---- | ---- | ---- | ---- | ---- | ---- | ---- | ---- |
| 609  | 588  | 664  | 746  | 772  | 792  | 788  | 726  | 713  |

| 1861 | 1866 | 1872 | 1876 | 1881 | 1886 | 1891 | 1896 | 1901 |
| ---- | ---- | ---- | ---- | ---- | ---- | ---- | ---- | ---- |
| 704  | 690  | 659  | 668  | 664  | 299  | 302  | 306  | 290  |

| 1906 | 1911 | 1921 | 1926 | 1931 | 1936 | 1946 | 1954 | 1962 |
| ---- | ---- | ---- | ---- | ---- | ---- | ---- | ---- | ---- |
| 294  | 273  | 240  | 220  | 404  | 214  | 348  | 317  | 333  |

| 1968 | 1975 | 1982 | 1990 | 1999 | 2004 | 2006 | 2009 | 2014 |
| ---- | ---- | ---- | ---- | ---- | ---- | ---- | ---- | ---- |
| 340  | 335  | 350  | 328  | 286  | 288  | 288  | 298  | 299  |

| 2019 | 2022 | - | - | - | - | - | - | - |
| ---- | ---- | - | - | - | - | - | - | - |
| 284  | 279  | - | - | - | - | - | - | - |

|  |

### Enseignement
Une école maternelle et une école primaire se situent à Villecomtal-sur-Arros (3 km).
Les collégiens de Montégut-Arros ont accès au collège de Miélan (32) se trouvant à 13 km, au collège de Vic-en-Bigorre (65) situé à 15 km.
Les lycéens ont accès au lycée de Vic-en-Bigorre, aux lycées de Tarbes (65) situés à 25 km et au lycée de Mirande (32) situé à 28 km.

### Manifestations culturelles et festivités
Montégut-Arros dispose d'une salle des fêtes située à proximité de l'église.
La fête du village est le 15 août.

## Économie

### Revenus
En 2018 (données Insee publiées en septembre 2021), la commune compte 128 ménages fiscaux, regroupant 267 personnes. La médiane du revenu disponible par unité de consommation est de 21 470 € (20 820 € dans le département).

### Emploi
|                | 2008  | 2013  | 2018  |
| -------------- | ----- | ----- | ----- |
| Commune        | 8,8 % | 8,5 % | 8,7 % |
| Département    | 6,1 % | 7,5 % | 8,2 % |
| France entière | 8,3 % | 10 %  | 10 %  |

En 2018, la population âgée de 15 à 64 ans s'élève à 174 personnes, parmi lesquelles on compte 73,3 % d'actifs (64,5 % ayant un emploi et 8,7 % de chômeurs) et 26,7 % d'inactifs,. En  2018, le taux de chômage communal (au sens du recensement) des 15-64 ans est supérieur à celui du département, mais inférieur à celui de la France, alors qu'il était supérieur à celui de la France en 2008.
La commune est hors attraction des villes,. Elle compte 65 emplois en 2018, contre 60 en 2013 et 49 en 2008. Le nombre d'actifs ayant un emploi résidant dans la commune est de 115, soit un indicateur de concentration d'emploi de 56,6 % et un taux d'activité parmi les 15 ans ou plus de 49,4 %.
Sur ces 115 actifs de 15 ans ou plus ayant un emploi, 22 travaillent dans la commune, soit 20 % des habitants. Pour se rendre au travail, 92,9 % des habitants utilisent un véhicule personnel ou de fonction à quatre roues, 0,9 % les transports en commun, 0,9 % s'y rendent en deux-roues, à vélo ou à pied et 5,3 % n'ont pas besoin de transport (travail au domicile).

### Activités hors agriculture

#### Secteurs d'activités
25 établissements sont implantés  à Montégut-Arros au 31 décembre 2019. Le tableau ci-dessous en détaille le nombre par secteur d'activité et compare les ratios avec ceux du département,.
Le secteur du commerce de gros et de détail, des transports, de l'hébergement et de la restauration est prépondérant sur la commune puisqu'il représente 28 % du nombre total d'établissements de la commune (7 sur les 25 entreprises implantées  à Montégut-Arros), contre 27,7 % au niveau départemental.

#### Entreprises et commerces
Dans la commune est implantée l'entreprise ERME Industries, leader mondial dans la fabrication de machines destinées à la mécanisation de la culture de l'ail.

### Agriculture
La commune est dans l'Astarac, une petite région agricole englobant tout le Sud du département du Gers, un quart de sa superficie, et correspond au pied de lʼéventail gascon. En 2020, l'orientation technico-économique de l'agriculture  sur la commune est la polyculture et/ou le polyélevage.
|               | 1988 | 2000 | 2010 | 2020 |
| ------------- | ---- | ---- | ---- | ---- |
| Exploitations | 43   | 19   | 15   | 10   |
| SAU (ha)      | 918  | 767  | 705  | 464  |

Le nombre d'exploitations agricoles en activité et ayant leur siège dans la commune est passé de 43 lors du recensement agricole de 1988  à 19 en 2000 puis à 15 en 2010 et enfin à 10 en 2020, soit une baisse de 77 % en 32 ans. Le même mouvement est observé à l'échelle du département qui a perdu pendant cette période 51 % de ses exploitations,. La surface agricole utilisée sur la commune a également diminué, passant de 918 ha en 1988 à 464 ha en 2020. Parallèlement la surface agricole utilisée moyenne par exploitation a augmenté, passant de 21 à 46 ha.

## Culture locale et patrimoine

### Lieux et monuments
Les origines de l'église Notre-Dame-de-l'Assomption sont à rechercher au XIe siècle.
Une partie était associée à un castelnau médiéval. Une remarquable chapelle funéraire datant de fin du XIXe siècle se situe dans le cimetière.
La digue de Montégut-Arros correspond à une dérivation ancienne de l'Arros pour alimenter les moulins de la commune et de Villecomtal-sur-Arros. Elle est antérieure au XIXe siècle.

L'église Notre-Dame-de-l'Assomption
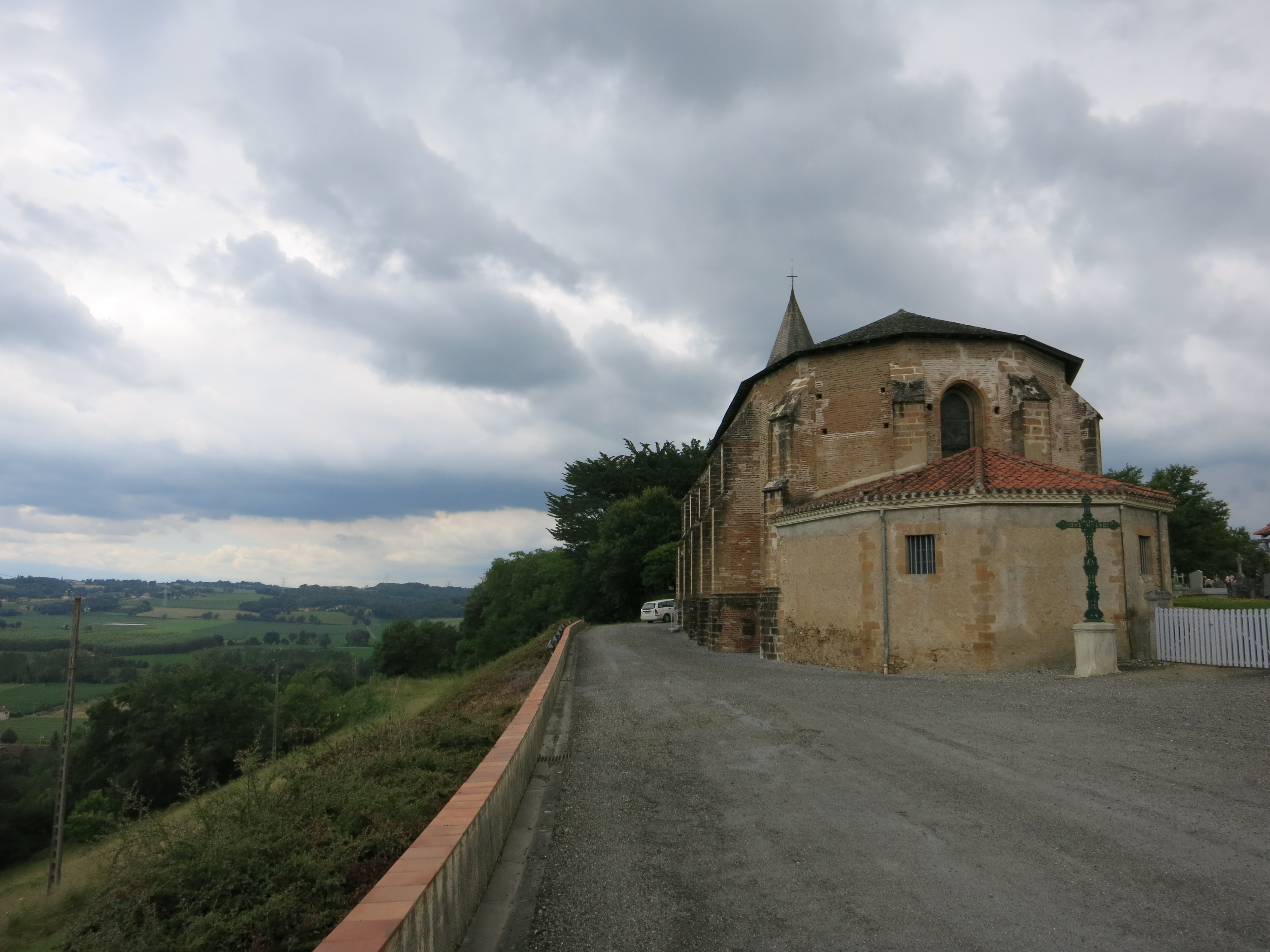
Le chevet.
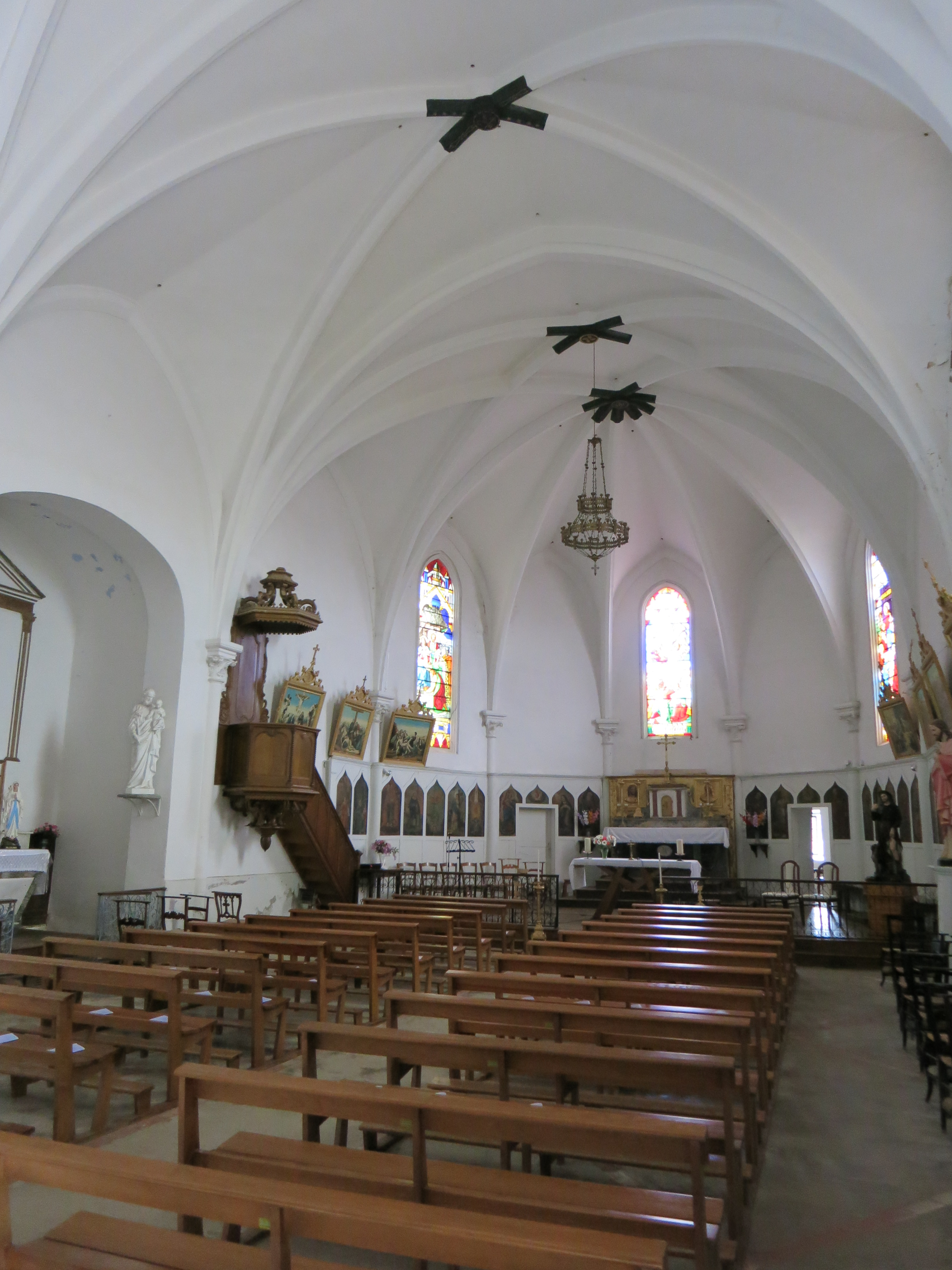
La nef et le chœur.
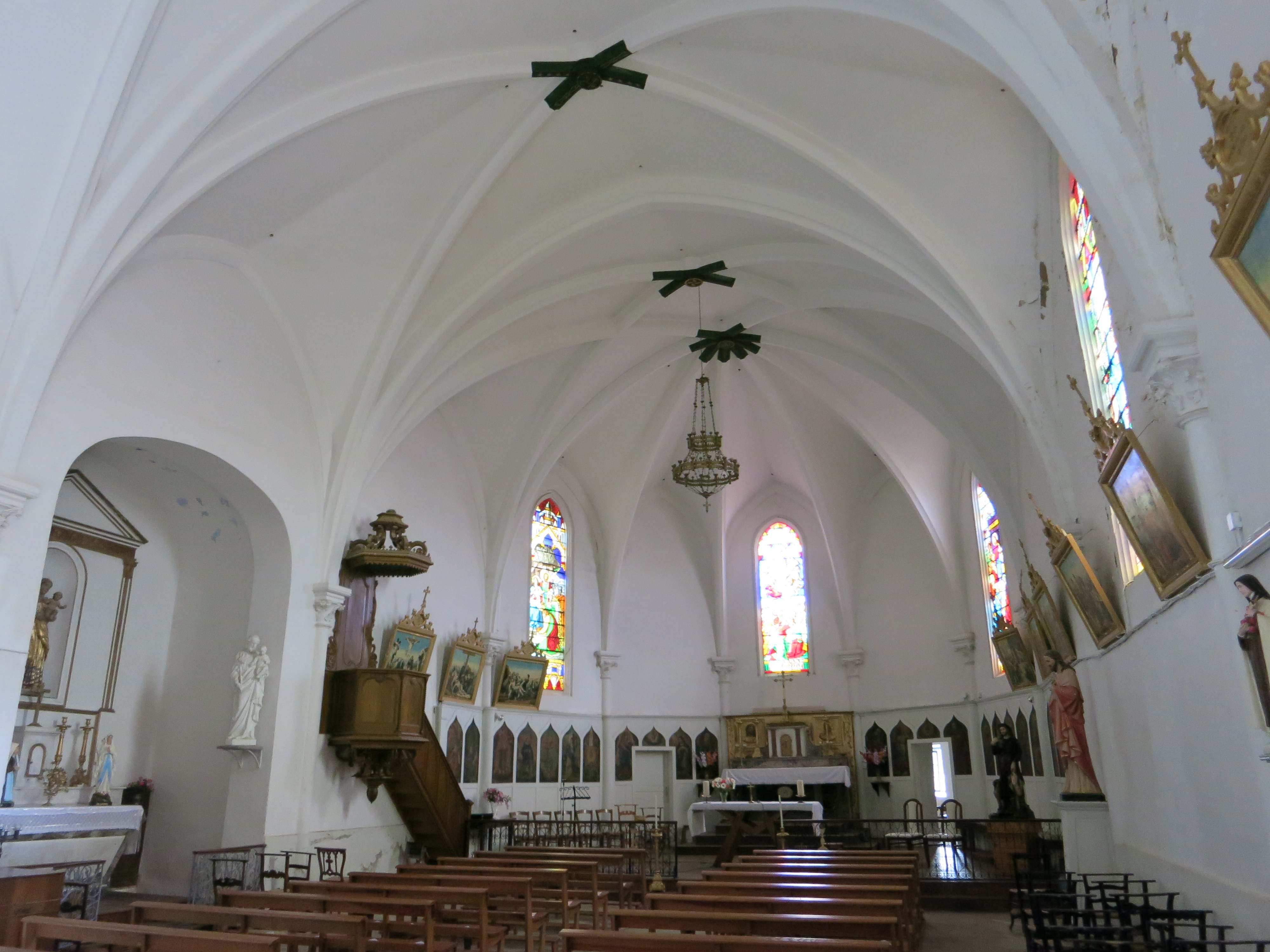
Le chœur. Sur la gauche, la chaire et la chapelle de la Vierge Marie. Sur les murs sont placés les tableaux du chemin de croix.

### Personnalités liées à la commune
Marie-Magdeleine Lamont, nommée en 1915 directrice des Hôpitaux Français de Pétrograd puis de Kiev, infirmière major sur le front en 1918.